# Melanie Walters
Melanie Walters (30 gennaio 1962) è un'attrice gallese che ha lavorato frequentemente in televisione. È nota soprattutto per aver interpretato Gwen West nella sitcom della BBC Gavin & Stacey e Emma, una vampira, nella terza stagione di Being Human.

## Biografia

### Infanzia
Walters è nata il 30 gennaio 1962 ed è cresciuta a Mumbles, vicino a Swansea . Suo padre morì quando lei era molto piccola, lasciando sola la madre nel crescere quattro figli sotto i quattro anni. Nel 1973, all'età di 11 anni, sostituì il fratello nella consegna quotidiana dei giornali a Mumbles Head, un'esperienza che raccontò a BBC Radio 4 nel gennaio 2012. All'età di 14 anni ottenne la qualifica di bagnina, lavorando sulle spiagge locali. 

### Carriera
Walters ha lavorato spesso in televisione, ma è soprattutto conosciuta per aver interpretato Gwen West tra il 2007 e il 2010 nella sitcom della BBC Gavin &amp; Stacey, per tornare nell'episodio speciale di Natale nel 2019 e per un ultimo episodio speciale di Natale nel 2024. È stata una delle otto celebrità scelte per partecipare alla serie cariad@iaith:love4language trasmessa su S4C nel luglio 2011. Si tratta di una settimana di studio intensivo del gallese in un campeggio glam eco-sostenibile nel Pembrokeshire: ha vinto il programma. Walters è apparsa il 3 febbraio 2018 come guest star nel ruolo di Carrie in Casualty.
Nel dicembre 2011 è apparsa nella pantomima Cenerentola al Riverfront Arts Centre di Newport.
Nel luglio 2020, è stato annunciato che avrebbe interpretato un personaggio principale nel lungometraggio Faulty Roots, diretto da Ella Greenwood.
Nel maggio 2024 è stato annunciato che era stato scritto un ultimo episodio di Gavin & Stacey e che sarebbe stato trasmesso il giorno di Natale del 2024.

## Vita privata
Walters vive con il figlio a Mumbles, dove insegna Pilates. 

## Filmografia

### Cinema
- Breeders, regia di Paul Matthews (1997)
- Submarine, regia di Richard Ayoade (2010)
- Resistance, regia di Amit Gupta (2011)
- Another Me, regia di Isabel Coixet (2013)
- Burn Burn Burn, regia di Chanya Button (2015)
- Say My Name, regia di Jay Stern (2018)
- La Cha Cha, regia di Kevin Allen (2021)
- Save the Cinema, regia di Sara Sugarman (2022)

### Televisione
- Biff & Chip – serie TV, 14 episodi (2021-2023)
- Padre Brown (Father Brown) – serie TV, episodio 11x03 (2024)

## Teatro
- Cenerentola – Fata Madrina (2014–2015)
- Blue Remembered Hills – Angela (1998)
- La bella e la bestia – La fata (2024)